# Nikko Toshogu

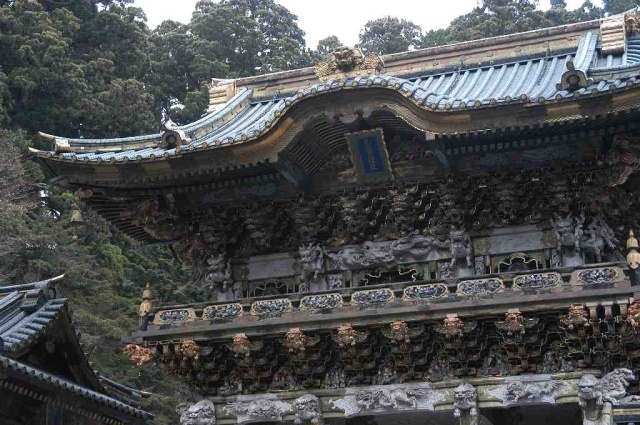
Yomeimon, de poort aan het hoofdgebouw van Toshogu

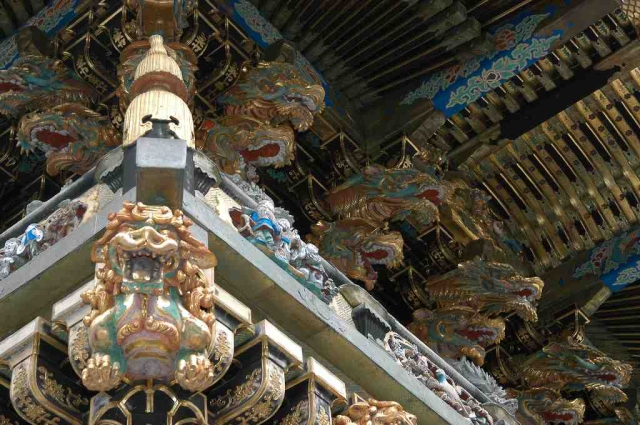
Detail van Yomeimon

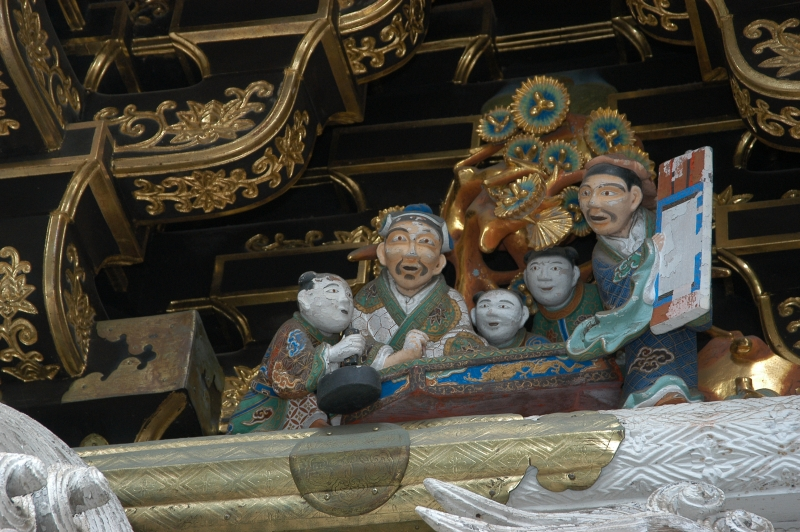
Een van de 22 Sennin

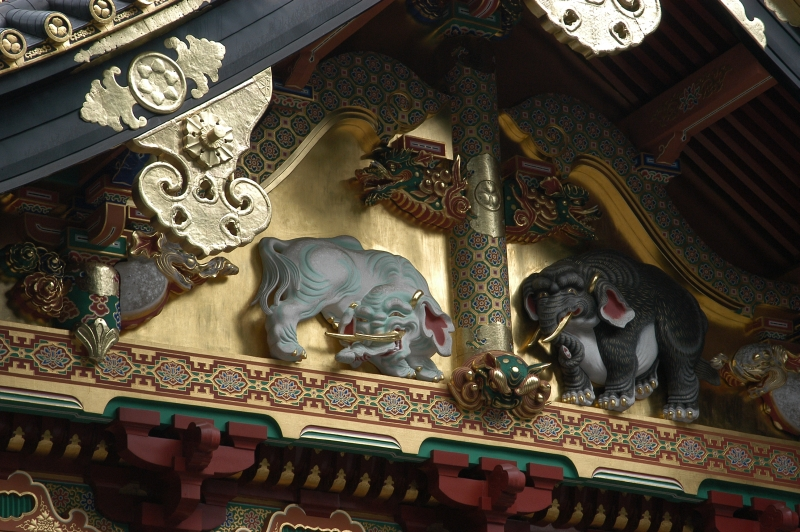
Kano Tanyu en zijn olifanten

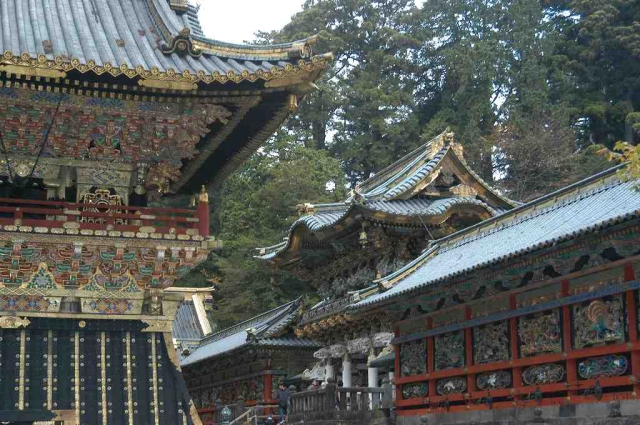
De binnenmuur en de Yomeimon rond het hart van Toshogu

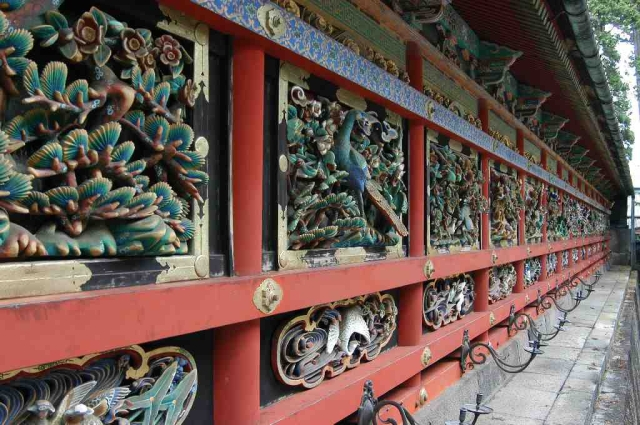
Detail van de Kairo op de binnenmuur

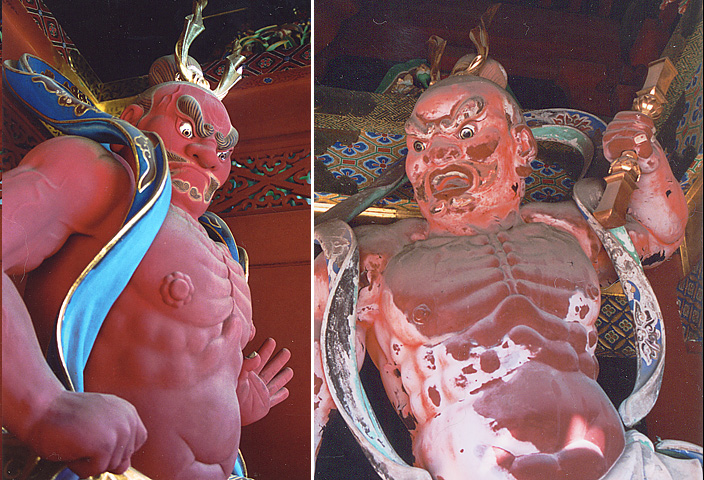
Niō

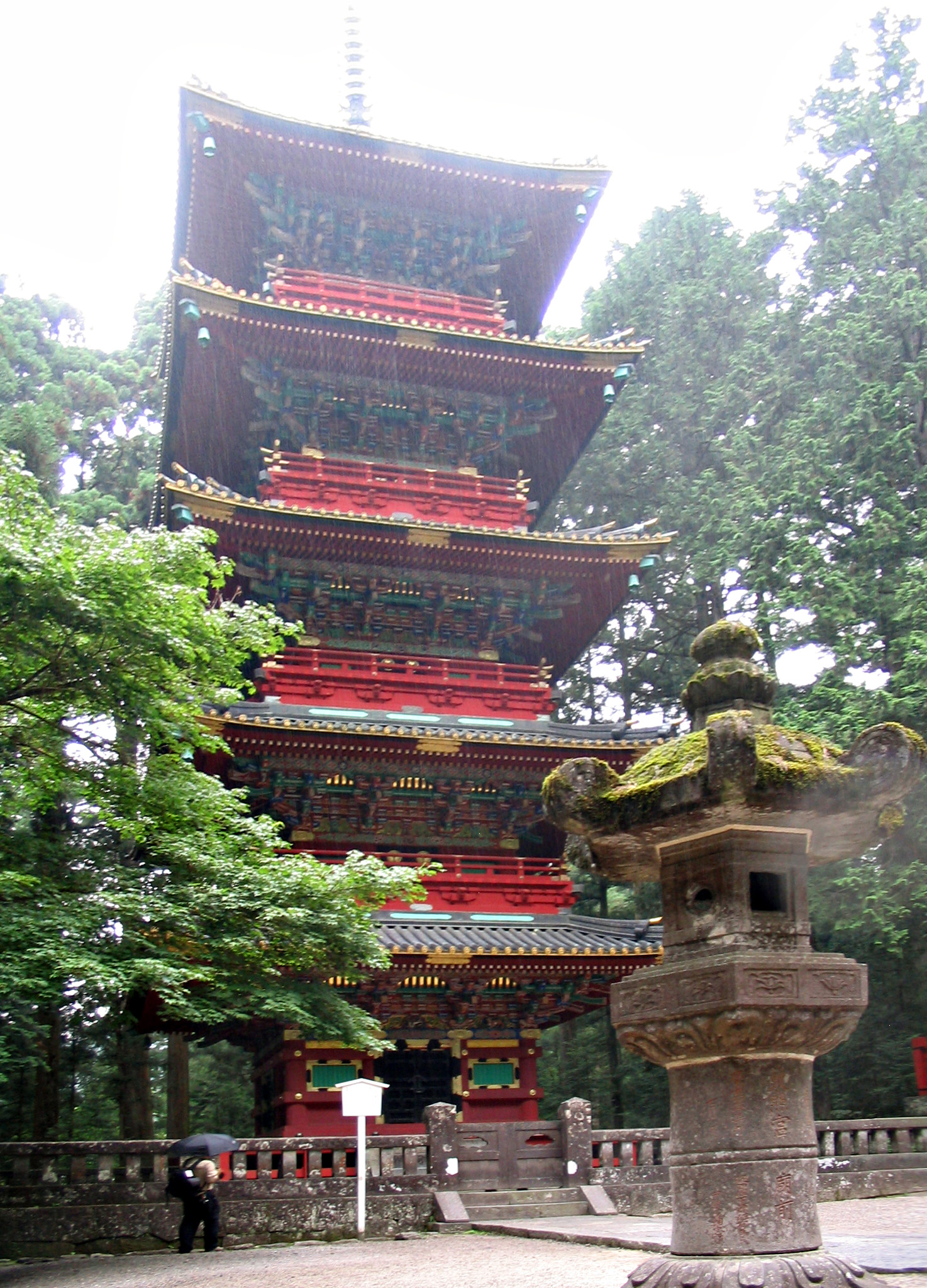

Nikkō Tōshō-gū (日光東照宮) is een shintoschrijn in de stad Nikko. Nikkō (日光市, Nikkō-shi) is een stad gelegen in de bergen van Tochigi (栃木県, Tochigi-ken) en bevindt zich 140 km ten Noorden van Tokyo. Nikkō Tōshō-gū is opgedragen aan Tokugawa Ieyasu, de stichter van het Tokugawa-shogunaat. Sommige tempels ervan maken deel uit van de UNESCO World Heritage Site.

## Geschiedenis
Tōshōgu is het mausoleum voor de in 1616 overleden shogun Tokugawa Ieyasu, waaraan 15.000 van Japans beste vakmannen en kunstenaars gedurende meerdere jaren hebben gewerkt. In het complex werd 500 kg goud en 370 kg zilver verwerkt. Het is een van de fraaiste voorbeelden van religieuze bouwkunst en combineert zowel Japanse schrijn- als tempelarchitectuur. Vooral de overvloed aan houtsculpturen is overweldigend.
Na het overlijden in 1616 van Tokugawa Ieyasu, de stichter van het Tokugawa-shogunaat, werd besloten om in Nikkō een schrijn te zijner nagedachtenis te bouwen.Zijn zoon, Tokugawa Hidetada, begon met de bouw één jaar na de dood van Ieyasu. De kleinzoon van Tokugawa Ieyasu, Tokugawa Iemitsu voltooide de schrijn uiteindelijk na ongeveer 20 jaar.
Tokugawa Ieyasu liet een gedetailleerd plan na van een schrijn waar hij begraven wilde worden. Het plan van Ieyasu bevatte een dertigtal schrijnen maar Nikkō telt nu zelfs meer dan dertig schrijnen. Dit komt doordat de derde shogun van de Tokugawa clan, Tokugawa Iemitsu alles heeft uitgebreid. Iemitsu heeft ook zijn eigen schrijn laten bouwen in 1653, namelijk de Taiyuin.

## Indeling van de schrijn
Langs een aan één paal opgehangen pagode van vijf verdiepingen, kom je door de Omotemon binnen in Tōshōgu. Aan beide zijden van de inkompoort staan twee figuren van buddha, zoals steeds aan de ingang van een tempel of schrijn, met een bijzonder boze uitdrukking op hun gelaat, dit om boze geesten af te schrikken.
Meteen zie je recht voor je de drie heilige opslagplaatsen, Sanjinko. Tegenover de Sanjinko ligt de Shinkyu-sha, Stal van de Heilige Schimmel, waar een paard waakt over een van de meest bekende beeldhouwwerkjes uit het werelderfgoed, het trio aapjes.
Dan wacht de Yōmeimon, de inkompoort naar het hoofdgebouw van Tōshugo, de binnenste schrijn. Dit is het pronkstuk van de Tōshōgu. De Gokuroka is een lange gang, die werd gebruikt om offeranden tot in de Honden te brengen, het heilige der heiligen van Tōshōgu. Op de achterzijde van een van de dakgebinten kijkt de Nemuri Neko, de slapende kat, u in de nek. Indrukwekkend is ook de muur omheen de centrale gebouwen. Die is versierd met Kairo, houtsnijwerk dat dieren, bloemen, watervallen en wolken voorstelt.
Op weg naar de begraafplaats van Tokugawa Ieyasu leidt een steile bergweg ons naar een cederbos, door de Sakashitamon. Na een stevige klimpartij arriveer je hoog boven de schrijn, op de berg, bij de laatste rustplaats van de shogun, wiens as er wordt bewaard in een grote bronzen urn, de Okusha-hōtō.

## Gebouwen

### Ishidorii
De Ishidorii (石鳥居) is een stenen poort die in 1618 werd gemaakt door Nagamasa Kuroda. De poort is 9,2 meter hoog, pilaren met een diameter van 3,6 meter en een doorgang van 3,8 meter. De Ishidorii is een van de drie beste stenen poorten die werden gemaakt in Japan en de poort die er nu staat is nog de originele van 1618. De Ishidorii bestaat uit 15 blokken steen in plaats van hout. Om weerstand te bieden tegen aardbevingen zijn de bovenste dwarsbalk, genaamd Kasagi, en die daaronder, genaamd Shimaki, van binnen hol.
Voor de Ishidorii bevinden zich de '千人枡形' (Sennin-masugata), vertaald als 'stenen trappen'. Trede voor trede worden ze smaller en lager. Al zijn het er maar tien, het lijkt hoger en breder dan het eigenlijk is door het perspectief dat de smallere en lagere treden vormen. Op de tiende trede is er een '照降石' (terifuri-ishi ) wat stenen weervoorspeller betekent. Het weer zou slecht worden wanneer het contrast tussen het blauw en bruin sterker is.

### De vijf verdiepen Pagode
五重塔 (Gojūnodō) betekent "De vijf verdiepen pagode". Deze bevindt zich aan de linkerkant van de Ishidorii. Tadakatsu Sakai heeft deelgenomen aan de bouw van de pagode in 1650. Het gebouw werd verwoest door brand in 1815. Nakomelingen van de familie Tadakatsu hebben het herbouwd in 1818.
Het gebouw is 36 meter hoog. Er zijn geen vloeren binnenin en alle verdiepingen hangen rechtstreeks aan elkaar. De centrale pilaar heeft een diameter van zestig centimeter. Het vreemde aan deze centrale pilaar is dat hij de grond niet raakt, maar hij hangt tien centimeter boven de grond. De paal werkt als een tegenevenwicht waardoor het zwaartunt behouden wordt. Het is dus een constructie om weerstand de bieden tegen hevige wind en aardbevingen. De dakspar loopt parallel van de eerste tot aan de vierde verdieping, maar de dakspar van de 5de verdieping is anders. Qua versieringen zijn er onder andere tekeningen van dieren, die de twaalf sterrenbeelden voorstellen.

### Omotemon
表門(Omotemon) is de voorpoort en bevat beelden van de 仁王(Niou) van 4 meter hoog op de zijkanten van de poorten. De Niou zijn de twee beschermers van het Boeddhisme. De vroegere naam van de Omotemon was dan ook Nioumon.
Op de zijkanten van de poort bevinden zich beelden van de karajishi (Chinese leeuw). Ook zijn er 82 sculpturen van giraffen en tijgers afgebeeld tegenover deze passage. Opmerkelijk is dat de tweede tijger aan de rechterkant een ander patroon op zijn vacht heeft. Het dier is niet gestreept, maar het heeft een motief van cirkels zoals luipaarden. Tijdens de Edo periode werden luipaarden namelijk beschouwd als vrouwelijke tijgers.

### Sanjinko
三神庫(Sanjinko) staat voor 'Drie Heilige Warenhuizen'. De drie warenhuizen zijn Shimonjinko (het onderste heilige warenhuis), Nakajinko (het middenste heilige warenhuis) en Kamijinko (het bovenste heilige warenhuis). De stijl is gebaseerd op de structuur van het huis van Shosoin in Nara. Deze stijl werd de Azekura-zukuri stijl genoemd. In de Sanjinko werden 1200 kostuum bewaard die gebruikt werden bij de 1000 samurai processie. Daarnaast bewaarde de Sanjinko ook nog de kostuums van de Yabusame (boogschieters op paarden).
Op de geveltop van de Kamijinko staan er twee 想像の象 (denkbeeldige olifanten). De oren en de staart anders dan die van een echte olifant. Dit komt omdat de hoofdschilder, Tanyu Kano nog nooit echte olifanten had gezien. Daarom worden deze beeldjes dan ook de denkbeeldige olifanten genoemd.

### Saijō
西浄(Saijō) is de rustruimte van de kami. Er zijn geen sculpturen of kleuren aanwezig in dit gebouw. De voorgevel is 16,2 meter en 3,6 meter diep. Het is een rechthoekig gebouw. Er zijn negen geverniste toiletten vanbinnen en deze staan opgesteld in een lijn. De bezoekers hebben geen toegang tot dit gebouw.

### Shinkyū
神厩 (Shinkyū) is de heilige stal. De kleur van de heilige paarden die in die stal staan, moet wit zijn en ze moeten steeds per twee verbonden zijn. Ook in het heden zijn de paarden nog in de Shinkyū aanwezig, behalve bij regen of sneeuw. Ze verblijven dan in Shinkyū van tien uur 's ochtends tot twee uur in de middag. Ook nemen de twee witte heilige paarden deel aan de 1000 samurai processie.
De Shinkyu is dezelfde stijl als de stallen die waren terug te vinden bij de huizen van feodale heren, in de shoin-zukuri stijl. De stal is niet beschilderd. Er staat wel een reeks van acht beeldhouwwerken op de dwarsbalk. Dit zijn beeldhouwwerken van de Sansaru (三猿, De drie apen). De aap wordt sinds eeuwen als bewaker beschouwd van paarden. Daarom was er de traditie om een aap in de stal te houden tot de Muromachi periode.

### Sansaru
De sculpturen van de apen werden op de voorgevel van de Shinkyū geplaatst. Ze vormen een geheel van acht panelen en ieder paneel drukt de manier uit om harmonisch en op juiste manier te kunnen leven, net als een prentenboek. De panelen behandelen namelijk concepten als vertrouwen, vriendschap, liefde, onafhankelijkheid, ambitie, zwangerschap en het dagelijkse leven. Het bekendste paneel is het paneel van de drie apen Mizaru, Kikazaru en Inazaru. Dit paneel beeldt de moraliserende boodschap uit van "geen kwaad zien, geen kwaad horen, geen kwaad spreken".

### Omizuya
Omizuya(御水舎) is een waterhuis en tegenwoordig vindt men deze terug in alle schrijnen in Japan. Bezoekers zuiveren hier hun handen en hun mond voor ze de schrijn binnengaan. Vroeger echter wasten de tempelbezoekers hun handen en mond met natuurlijke water van de rivier en de bron. De omizuya van de Tōshō-gū schrijn werd gebouwd met als doel de zuivering van de bezoekers. De bassin is 1,2 meter wijd, 2,6 meter diep en is 1 meter hoog. De feodale clan van Nabeshima droeg de granieten basin op in 1618. De omizuya is volledig onveranderd gebleven op de reparatie van een paar structuurelementen na.
De omizuya introduceerde een paar belangrijke architecturale technieken. Een daarvan is het gebruik van stenen pilaren. De andere is het watertoevoer-systeem. Men had een aquaduct gemaakt dat liep vanaf een waterbron vlak bij de takino-o-jinja naar het water bassin van omizuya. Daarbij werd ook een mechanisme van sifon toegevoegd. Tegenwoordig wordt het water aangevoerd met een modern metalen pijpensysteem.
Onder het dak van de omizuya zijn sculpturen van de vliegende draak geplaatst. Deze heeft vleugels en wordt behandeld als het spirituele beest dat water controleert. Er werd een deel uitgesneden in de westhoek van het dak om daar een amulet te kunnen plaatsen.

### Karadō-torii
Karadō torii (唐銅鳥居) betekent de bronzen Torii poort. De karadō torii is de eerste bronzen Torii in Japan. De derde opeenvolgende shogun Iemitsu spendeerde aan deze karadō torii een bedrag dat overeenkomt met 200 000 000 hedendaagse Yen. Deze karadō torii is 6 meter hoog. Op de voet van elke pilaar bevindt zich een gesneden lotusbloem. Dit is opmerkelijk voor een Shintoistische schrijn want de lotusbloem is verwant met het Boeddhisme.

### Yōmeimon
陽明門 (Yōmeimon) is een poort en is een van de nationale schatten van Japan. De poort is 11,1 meter hoog. Hij werd gebouwd in 1636 en is sindsdien goed ondergehouden geweest door regelmatige dakreparaties en herstellingen van het schilderwerk. De naam komt van een van de twaalf poorten van het keizerlijk hof in Kyoto. Een van die poorten draagt namelijk ook de naam Yōmeimon. Verschillende ambachtelijke technieken en decoraties zoals kleuring, metaalmontage en beeldhouwwerk, werden allemaal verzameld in vorm van de Yōmeimon. De pracht en praal van de Yōmeimon zorgde ervoor dat bezoekers en bewonderaars er de hele dag naar konden staren en dan even de tijd vergaten. Daarom werd de Yōmeimon ook 日暮らしの門(Higurashino-mon) genoemd. Dit betekent de poort waar mensen de hele dag lang naar kijken. De Yōmeimon is het meesterwerk tussen alle gebouwen van de Tōshō-gū schrijn.
Vooral de beeldhouwwerken zijn opmerkelijk want het zijn er meer dan 500. Er is een kader van 東照大権現 (Tōshō-Daigongen) op de overspannen geveltop geplaatst. Ook werden beeldhouwwerken van de draak en van Iki onder het kader van Tōshō-Daigongen gezet. Iki (lijkend op een draak) heeft een slagtand, maar geen snorharen. Iki heeft ook een neusgat op zijn hogere lip.
Er bevinden zich ook prachtige sculpturen van giraffen op de zijkant van het kader. Bovendien is het beeldhouwwerk van 目貫の竜(Menukino-Ryu) gesneden op de witte dwarsbalk. Menukino-Ryu geeft het gevoel alsof men kan vliegen in de hemel. Voorts werden er beeldhouwwerken van het paard-draak gezet aan de kant van menukino-Ryu. Het dier is gelijkaardig aan de giraf, maar de giraf heeft één enkele hoorn, terwijl het paard-draak twee hoorns heeft. Ook werden de hoeven van de giraf verdeeld in twee delen terwijl de hoeven van het paard-draak in een oneven aantal werden verdeeld. Bovendien heeft het paard-draak schubben op de oppervlakte van zijn lichaam, die bewijzen het bij de familie van de draken hoort.
De angst dat de graad van perfectie die men hier had bereikt, de goden jaloers zou maken, heeft ervoor gezorgd dat de schrijnwerkers een aantal opzettelijke fouten hebben gemaakt bij de constructie van de poort. Eén daarvan is 魔除けの逆柱 (Mayokeno-sakabashira), dat betekent 'omgekeerde pilaar als amulet'. De omgekeerde pilaar fungeert als amulet, want onvolmaaktheid staat voor een lang leven. De ouderen dachten namelijk dat perfectie het begin was van de aftakeling. Daarom lieten ze als ze huizen bouwden vaak ruimte over voor drie tegels op het dak.
Tanyu Kano heeft twee draken geschilderd op het plafond van de doorgang; een stijgt naar de hemel, de andere daalt af naar de grond. De eerste draak wordt 八方にらみの竜 (Happōniramino-ryu) genoemd en betekent kijken in acht richtingen. De tweede draakt wordt 四方にらみの竜(Shihōniramino-ryu) genoemd en betekent kijken in vier richtingen. Aan de achterkant van de Yōmeimon zijn er 194 beeldhouwwerken van denkbeeldige dieren geplaatst, deze worden Reiju genoemd (heilige of geestelijke dieren).

### Shinyosha
Achter de Yomeimon staat de 神輿舎(Shinyosha), wat ' schuur van de draagbare schrijn ' betekent. Binnenin het gebouw bevinden zich drie draagschrijnen. De draagzetels worden als de heilige wagenstoelen beschouwd.
De god van Ieyasu wordt vervoerd op de centrale wagenstoel waarop het logo van Familie Tokugawa. Dit logo wordt 三葉葵(Mitsuba-Aoi, drie stokrozen in een cirkel) genoemd. De rechtse wagenstoel is voor de god van Hideyoshi Toyotomi, terwijl de linkse wagenstoel voor Yoritomo Minamotono is. De draagschrijn weegt ongeveer 800 kg en er zijn 55 mensen nodig om het te dragen. Tot het jaar 1636 woog een draagschrijn 1120 kg maar het werd lichter gemaakt want voor de moderne mens woog het te zwaar. De oude draagschrijnen staan tentoongesteld in de schatkamer van de Tōshō-gū schrijn. Op het plafond van het gebouw zijn beelden geschilderd van dansende engelen. Men zegt dat de engelen van Shinyosha de mooiste in Japan zijn.

### Kaguraden
神楽殿(Kaguraden) is een podium voor hofdansen begeleid door muziek. Bij de meeste gebouwen van de Tōshō-gū schrijn zijn Chinese en Japanse stijlen gecombineerd, maar de Kaguraden heeft een zuiver Japanse bouwstijl. De Kaguraden heeft een oppervlakte van ongeveer 5,4 vierkante meter en bestaat uit twee delen. De voorkant van het gebouw wordt gebruikt als podium, terwijl de achterkant als bergruimte wordt gebruikt. Het podium was vroeger aan de zijkanten uitgerust met luiken. Als deze luiken waren geopend, kon het publiek het podium.
Tijdens het lentefestival voerden meiden van de Yaotome onder begeleiding van muziek een hofdans uit op het podium. Yaotome betekent letterlijk 'acht maagden'. Zij dienden vroeger de Futarasan schrijn tot de Tōshō-gū schrijn werd gebouwd. Daarna werd de Yaotome een erfelijk systeem. Tegenwoordig zijn er geen Yaotome meer in de Tōshō-gū schrijn, maar in plaats daarvan komen de meisjes van de Futarasan schrijn naar de Tōshō-gū schrijn tijdens het festival om te helpen.

### Kitōden
De 祈祷殿(Kitōden) staat bekend onder de naam 'bidkamer'. De opvolger van de Rinnojino-mija bad voor nationale vrede door een heilig vuur te laten branden tijdens de Edo periode. Hoewel de Meiji overheid bevolen had dat Boeddhistische tempels gescheiden moesten worden van Shintoïstische tempels, mocht dit gebouw uitzonderlijk blijven bestaan. Dat was omdat het doel van dit gebouw veranderde naar het gebruik als bureau. Daarom is de officiële naam van dit gebouw 上社務所 (Kamishamusho) wat ook hoofdbureau betekent. Nu wordt de kitōden nog gebruikt voor huwelijkceremonies.

### Karamon
De Karamon (唐門) betekent 'Chinese poort'. De Shomen Karamon behoort tot de nationale schatten van Japan. De inkom van de Shomen Karamon is 3 meter wijd en 2 meter diep. Alhoewel deze inkompoort klein is, is het wel de voorpoort van de belangrijkste tempel in Tōshō-gū is, namelijk de Honsha. Alleen feodale heren of mensen van adel hadden toegang tot de Karamon tijdens de Edo periode. Zelf nu nog kunnen alleen nationale bezoekers de Karamon binnen tijdens een groot festival.
De poort is wit beschilderd en de pilaren zijn versierd met draken. Op de bovenkant van de poort zijn beelden van mensen geplaatst. Deze beeldhouwwerken zijn verwant met Chinese legendes, waaronder die van "The Seven Sages of the Bamboo Grove". Op de zijde die naar het westen is gericht zijn drie van de zeven geluksgoden gebeeldhouwd. Deze goden staan bekend onder de namen Daikokuten, Jurōjin en Hotei.
De Haimen Karamon bevindt zich achter de honsha.
De dakranden zijn net zoals die van de Shomen Karamon gemaakt naar Chinese stijl. Ook op de Haimen Karamon staan sculpturen van mensen. Op de Hara Kafu (geveltop in Chinese stijl) staan een leeuw en twee draken.

### Nemurineko
De slapende kat (眠り猫, Nemurineko) is gelegen aan de inkom van de Okusha schrijn en deze bevindt zich in de Higashikairō (Oostkant). De slapende kat werd gemaakt door Jingorō Hidari en is een van de meest bekende sculpturen in de Tōshōgū Schrijn.
Er bevindt zich ook een beeldhouwwerk van een spreeuw op de achterkant van de slapende kat. De spreeuw zal zogezegd opgegeten worden als de slapende kat wakker wordt. Spreeuwen en katten kunnen echter wel naast elkaar bestaan. Dit zou betekenen dat de nationale chaos tot zijn einde is gekomen en er een vreedzame maatschappij tot stand is gekomen.

### Sakashitamon
de Sakashitamon (坂下門) bevindt zich net na de Nemurineko en is de enige toegang tot de Okusha schrijn. Tijdens de Edo periode mocht enkel de Shogun door deze poort gaan. De shogun gebruikte deze poort wanneer hij hiernaartoe kwam om te bidden. Het kleine poortje is een van oudste delen van het complex, gebouwd in 1617. De gehele poort is gekleurd met witte pigment gemaakt van schelpen, zodat het er net en schoon uitziet. Het plafond en de pilaren zijn versierd met een metalen fitting van Shippō-yaki, in het Nederlands noemt men dit de email-closoinné-techniek. Op de dwarsbalk zijn er sculpturen geplaatst van kraanvogels en in het beschot is een arabesk patroon van pioenen gekerfd.

### Honsha
本社 (Honsha) is het centrale gebouw van de Tōshōgu schrijn. Haiden, de middenste kamer Ishimona en de hoofdzaal Honden zijn gearrangeerd in een H-vorm. Deze constructie wordt de Gongen-zukuri genoemd. Gongen is de goddelijke naam van Tokugawa Ieyasu. Voor de constructie en versiering van het gebouw werden alleen de beste vakmensen gebruikt. De Gongen-zukuri stijl van dit gebouw werd als perfect beschouwd en heeft dus daarom veel invloed gehad op de architectuur van gebouwen die later werden gebouwd. De Honden, Ishinoma en Haiden werden in 1936 gebouwd en de enige veranderingen die sindsdien zijn aangebracht zijn vervanging van de daken in 1654 en vervanging van de stenen fundering van de Honden in 1690. Daarnaast bevat het gebouw ook nog de 'Kamer van de shogun'.

#### Kamer van de Shogun
将軍着座の間 betekent 'de kamer van de shogun'. In deze kamer werden enkel de Daimyo's (Japanse feodale heren) of mensen van hogere klassen toegelaten. Een aparte plaats om iemand te eren werd strikt naar elke sociale status gearrangeerd. Zo was er aan de oostkant van deze kamer een speciale kamer om de shogun te eren. De shogun werd zodanig geplaatst dat hij naar de grote hal gericht was. De muren zijn versierd met mozaïek en op de panelen staat een feniks geschilderd. De ogen van de feniks zijn gemaakt van geïmporteerde diamanten. Deze kamer wordt tegenwoordig gebruikt om de Tokugawa familie te eren.

#### Ishinoma
石の間 (Ishinoma) betekent stenenkamer. Deze bevindt zich tussen de Haiden en de hoofdzaal Honden. De vloer is bedekt met tatami-matten. Vroeger was deze kamer een stenen gang en daarom heeft het de naa, ishinoma gekregen. De kamer heeft een belangrijke functie, namelijk om de Honden (de wereld van god) te verbinden met de Haiden (de menselijke wereld). Daarom worden festivals van de Honsha in deze kamer gevierd.

#### Haiden
Aan de voorkant van de Haiden (拝殿) is er een sculptuur van een tijger geplaatst. De tijger symboliseert het zodiacteken van Ieyasu. Aan de achterkant van de Karamon-poort is een sculptuur van een konijn te vinden. Het konijn is het zodiacteken van de tweede opeenvolgende Shogun, Tokugawa Hidetada. Er is ook een sculptuur van een draak geplaatst rondom de tijger. De draak symboliseert het zodiacteken van de derde opeenvolgende Shogun, Tokugawa Iemitsu.
De '36 uitstekende poëten' op de dwarsbalken en de hyakuma hyakushuno ryu (100 soorten draken) op het plafond zijn beide collaboratieve werken van de Kano school. Alle draken van de '100 soorten draken' zijn verschillend van elkaar. Tanya Kano schilderde een giraf en een hakutaku op de deur. Hakutaku is een spiritueel dier dat enkel raad geeft aan een deugdzame koning. Men zegt dat de giraf enkel verschijnt in een vredige maatschappij.

#### Honden
De Honden 本殿 wordt behandeld als de meest heilige plaats in de Tōshōgu schrijn. De zaal bestaat uit drie kamers: Gejin (buitenkamer), Naijin (binnenkamer) en Nainaijin (binnenkamer in de Naijin). In de Nainaijin zou de goddelijke geest zijn vastgelegd.
Een sculptuur van een tapir is geplaatst op de deur van de Honden. Deze deur wordt enkel geopend tijdens festivals. Volgens een Chinese dichter eet de tapir ijzer en koper, wat gebruikt kan worden om wapens te maken. Daarom wordt de tapir beschouwd als een symbool van vrede. 54 van de 78 sculpturen van tapirs bevinden zich in de hoofdzaal Honden.

### Okusha
De Okusha (奥社) is het graf van Tokugawa Ieyasu. Rondom het graf bevinden zich een Dō Torii (een koperen torii poort), Dōjinko (een koperen Warenhuis), Haiden (tempel), Inukimon poort en de Hōtō (Schat toren). Vanaf de Sakashitamon poort beginnen stenen trappen die naar de Okusha leiden. Elke trede is gemaakt uit één stuk materiaal. Het materiaal moest groot en zwaar genoeg zijn om strenge winters te kunnen doorstaan. De Dōjinko is gelegen aan de rechterkant na de bronzen torii. De Dōjinko wordt ook Hōtō (een warenhuis vol schatten) genoemd. Zwaarden, harnassen en officiële documenten, met betrekking tot Ieyasu, werden daar opgeslagen tijdens de Edo periode.

#### Okusha Haiden
De Okusha Haiden (奥社拝殿) is een tempel binnenin de schrijn. Het gebouw is bedekt met koperen platen en langs de buitenkant beschilderd met zwarte lak, maar de binnenkant is rijkelijk versierd. De pilaren onder andere zijn versierd met goudfolie en er is ook een kleurrijke afbeelding van een feniks.

#### Inukimon
De Inukimon (鋳抜門) is een poort van 3,5 meter hoog. De afstand tussen de twee pilaren bedraagt 2,6 meter. De pilaren en dwarsbalken zijn gemaakt met brons uit één enkele mal. Ook heeft het één bronzen daknok dat hirakaramon 平唐門 of ikken-ikko 一間一戸 wordt genoemd. Voor de poort staat een paar van komainu (狛犬, Koreaanse honden, ook wel 'lion-dogs' genoemd). Een Shin (蜃) bevindt zich langs de zijkant van de poort. Shin is een geestelijke dier gelijkend op een draak, dat zwaluwen eet en slechte geesten inhaleert om die vervolgens uit te ademenen als vuur. De poort leidt naar het mausoleum van Ieyasu.

#### Okusha-hōtō
In de Okusha-hōtō (奥社宝塔) bevindt zich de kist van Ieyasu. Sinds het werd opgericht is het nog nooit geopend geweest. Okusha-hōtō was eerst een houten pagode, maar later werd het vervangen door steen. De vijfde opeenvolgende Shogun, Tokugawa Tshunayoshi verbeterde het bovendien met legering nadat de stenen constructie was verwoest door de grote aardbeving van 1683. Okusha-hōtō is vijf meter hoog en het staat op een constructie van een achthoekige trap met negen treden. Onder de pagode ligt het stoffelijk overschot van Ieyasu. Om deze droog te houden is de stenen vloer aflopend gebouwd en zijn de voegen van de achthoekige trap gedicht met lood om te voorkomen dat regenwater zou doordringen.
Een vaas, een wierrookbrander en een kaarsenhouder in de vorm van een kraanvogel staande op een schildpad zijn geplaatst voor de Okusha-hōtō. Dit waren geschenken van een Koreaanse koning. Er bevinden zich twee bomen dicht bij de Okusha-hōtō die Kanōsugi en Fu genoemd zijn. Men gelooft dat Kanōsugi wensen laat uitkomen.

#### Shōrō & Korō
Shōrō (鐘楼, klokkentoren) en Korō (鼓楼, toren met trommels) bevinden zich beide voor de Yomeimon poort. Ze zijn beide 12,6 meter hoog. Zoals de naam aangeeft, is in de shōrō een bel gehangen en staat een trommel in de korō. Deze zijn symmetrisch geplaatst ten opzichte van de Yomeimon poort. De grootte en de structuur van beide gebouwen zijn ongeveer hetzelfde, maar er zijn kleine verschillen in de decoraties. Er zijn 78 sculpturen in de shōrō, waaronder een draak, een vliegende draak en een giraf. De korō heeft 38 sculpturen, waaronder een schildpad, een draak en een wolk.

#### Nakiryu
鳴竜(Nakiryu) betekent de wenende draak. De Nakiryu is een schilderij van 6 meter bij 15. Dit schilderij bevindt zich op het plafond, gemaakt van 34 platen van Japans cipres hout, van de Yakushi-dō of beter bekend onder de andere naam Honji-dō. De Yakushi-dō bevindt zich achter de Korō. Het oorspronkelijke schilderij werd gemaakt door Yasunobu Eishin maar het werd hersteld door Nanbu Katayama nadat het verbrand werd.

#### Chōsengane
Chōsengane (朝鮮鐘) betekent Koreaanse bel. Boodschappers van een Koreaanse koning hebben die bel gegeven ter ere van de geboorte van de zoon van Tokugawa Iemitsu, Tokugawa Ietsuna (die later de vierde opeenvolgende Shogun is geworden).
De Chōsengane heeft een diameter van 1 meter. De bel heeft een smal gat in het plafond en het ziet eruit als een plek dat is opgegeten door wormen. Daarom wordt de bel ook Mushikuino-kane genoemd. Mushikuino-kane betekent de bel die gegeten is door wormen. Maar de functie van het gat was om een betere akoestiek te creëren.

#### Kyu-okusha-ishikaramon
Kyu-okusha-ishikaramon (旧奥社石唐門) is een stenen poort die naar de Okusha leidt.Deze poort werd echter beschadigd door meerdere aardbevingen tijdens de periode van Keian (1648-1651), en dus werd het gerenoveerd. De gebroken poorten werden begraven in de bergen, maar deze werden opgegraven in 1967. Ze werden hersteld en geplaatst naast het schathuis van Tōshō-gū.